# Supercoppa greca 1997 (pallavolo)
La Supercoppa greca 1997 si è svolta il 4 ottobre 1997: al torneo hanno partecipato due squadre di club greche e la vittoria finale è andata per la prima volta all'Arīs Salonicco.

## Regolamento
Le squadre hanno disputato una gara unica.

## Squadre partecipanti
| Squadra        | Qualificazione                     |
| -------------- | ---------------------------------- |
| Arīs Salonicco | Vincitrice A1 Ethnikī 1996-97      |
| Olympiakos     | Vincitrice Coppa di Grecia 1996-97 |

## Torneo
| 4 ottobre 1997 Kleioto Neas Iōnias, Volo Durata: ? - Spettatori: ? | Arīs Salonicco | 3 - 0 | Olympiakos | 15-11, 15-6, 15-8 |